# ルカーシュ・ハラスリーン
ルカーシュ・ハラスリーン（Lukáš Haraslín、1995年5月26日 - ）は、スロバキア・ブラチスラヴァ出身のサッカー選手。スロバキア代表。ACスパルタ・プラハ所属。ポジションはミッドフィールダー、フォワード。

## クラブ経歴
2013年にパルマのプリマヴェーラへ移籍すると、2015年2月1日、ACミランとの試合でセリエAデビューを果たした。
2015年7月7日、ポーランドのレヒア・グダニスクと3年契約を結んだ。2018-19シーズンにはリーグ戦33試合に出場して、サポーターの選ぶクラブ年間MVPに選出された。
2020年1月、USサッスオーロ・カルチョにハーフシーズンの契約でレンタル移籍をした。

## 代表経歴
2019年6月7日、ヨルダン代表との親善試合にてスロバキア代表デビューを果たし、代表初ゴールを含む1ゴール2アシストの活躍で、5-1での勝利に貢献した。
2021年6月2日、UEFA EURO 2020に臨むスロバキア代表に選出された。

## タイトル

### クラブ
レヒア・グダニスク
- ポーランド・カップ : 1回 (2018-19)
- ポーランド・スーパーカップ : 1回 (2019)